# Isabelle II
Pour les articles homonymes, voir Isabelle d'Espagne et Pont Isabelle-II.
 (avril 2025).
Si vous disposez d'ouvrages ou d'articles de référence ou si vous connaissez des sites web de qualité traitant du thème abordé ici, merci de compléter l'article en donnant les références utiles à sa vérifiabilité et en les liant à la section « Notes et références ».
Isabelle II (ou Isabel II en espagnol), née le 10 octobre 1830 à Madrid et morte le 9 avril 1904 à Paris, est reine d’Espagne de 1833 à 1868. Son règne peut se découper en quatre parties : la guerre carliste de 1833 à 1839, le temps des régences de 1835 à 1843, la décennie modérée de 1843 à 1854 et la dernière phase de 1854 à 1868.
Fille aînée du roi Ferdinand VII, elle devient son héritière grâce à l'abolition de la loi salique par ce dernier avec la signature de la Pragmatique Sanction. À la mort du roi en 1833, certains refusèrent de reconnaître la jeune souveraine et, en application de la loi salique, désignèrent l'oncle d'Isabelle, l'infant Charles, comme roi sous le nom de Charles V. En raison du jeune âge de la nouvelle reine, la régence fut exercée par sa mère Marie-Christine. Cette dernière est marquée par la crise de succession et la guerre civile qui suit la mort de Ferdinand VII. Proche des libéraux, la régente est en opposition avec les partisans carlistes, absolutistes. La guerre carliste engendra de graves difficultés économiques et politiques. La lutte contre l'armée du carliste Tomás de Zumalacárregui, qui avait pris les armes dès 1833, obligea la régente à accorder une grande partie de sa confiance aux militaires christiniens (militares christinos) qui acquirent une grande renommée dans la population. Parmi eux se fit remarquer le général Espartero, chargé de consigner la victoire finale dans la Convention de Oñate. Cette situation, dans laquelle les militaires se substituaient aux partis politiques affaiblis, provoqua une crise gouvernementale permanente au cours de laquelle les intérêts des différents commandements militaires imposèrent des gouvernements successifs qui manquaient d'autorité. Ce n'est qu'avec la fin de la guerre carliste, en 1839, et l'exil de l'infant Charles, qu'Isabelle II fut reconnue comme souveraine légitime par toute l'Espagne.[réf. nécessaire]
En 1840, Marie-Christine abandonne la régence au profit du général Espartero qui met en place une dictature militaire qui dure jusqu'à la majorité de la reine en 1843, alors qu'elle n'a encore que treize ans. Elle prête serment à la Constitution le 10 novembre 1843 devant les Cortes générales. Les premières années de son règne personnel sont marquées par l'arrivée au pouvoir du Parti modéré et la promulgation d'une nouvelle constitution en 1845.
Bien qu'elle ait été un personnage majeur de l'Espagne au XIXe siècle, son règne est globalement jugé de manière négative en raison de l'instabilité politique qui le caractérise.

## Famille
Isabelle II d'Espagne est la fille du roi d'Espagne Ferdinand VII et de sa quatrième épouse (et nièce), Marie-Christine de Bourbon-Siciles.
Son ancêtre, Philippe V, petit-fils du roi de France Louis XIV, bien qu'il tînt ses droits au trône espagnol de sa grand-mère, la reine Marie-Thérèse, avait établi la loi salique en 1713 afin d'empêcher la dynastie rivale de Habsbourg de se réapproprier la couronne espagnole par des mariages opportuns selon l'adage « Tu Felix Austria Nube » qui, au XVIe siècle, avait permis à ces princes austro-bourguignons de se constituer un empire sur lequel « le soleil ne se couchait jamais ».

## Princesse héritière
Un siècle plus tard, n'ayant pas de descendant malgré trois mariages, Ferdinand VII, arrière-petit-fils de Philippe V, envisage de laisser le trône à son frère, l'ultra-conservateur infant Charles, comte de Molina, lequel est également père de trois fils.
Sur les instances de sa plus jeune belle-sœur (et nièce), l'intelligente, opiniâtre et libérale Louise-Charlotte de Bourbon-Siciles, il contracte en 1829 une quatrième union avec la sœur de celle-ci, Marie-Christine. Il faut noter que Ferdinand VII et ses frères, qu'ils soient conservateurs ou libéraux, ont tous épousé leurs nièces. En effet, à l'époque, les méfaits de la consanguinité étaient négligés et, les mariages princiers étant dictés moins par les sentiments des futurs conjoints que par l'intérêt politique des différentes dynasties. Le pape accordait paternellement les dispenses nécessaires aux futurs époux.
La jeune reine déclare sa première grossesse dès le début de 1830. Toujours sur les instances de l'infante Louise, qui craint l'arrivée au pouvoir d'un prince aussi conservateur que son beau-frère et oncle l'infant Charles, Ferdinand VII promulgue une Pragmatique Sanction abolissant la loi salique et permettant à l'enfant à naître de porter la couronne quel que soit son sexe. Pour ce faire, il s'appuie sur une déclaration de son père Charles IV discrètement publiée en 1789 qui, rétablissant la tradition espagnole, abolit la loi salique.
Cette décision est refusée par l'infant Charles et par ses partisans, qui considèrent que la couronne espagnole, issue d'une maison française, est régie tout comme la Couronne de France par la loi salique, en vertu de la Pragmatique Sanction édictée en 1713 par Philippe V. Pour ceux-ci et pour le principal intéressé, l'héritier légitime du roi est son frère, l'infant Charles. Celui-ci, né en 1788, prétextant que la déclaration de leur père, Charles IV, datant de 1789, ne lui est pas applicable, refuse de prêter serment à l'enfant à naître si celui-ci est une fille.
Le 10 octobre 1830, la reine met au monde une petite fille, laquelle est prénommée Isabelle en souvenir de sa glorieuse ancêtre Isabelle Ire de Castille.

## Accession au trône

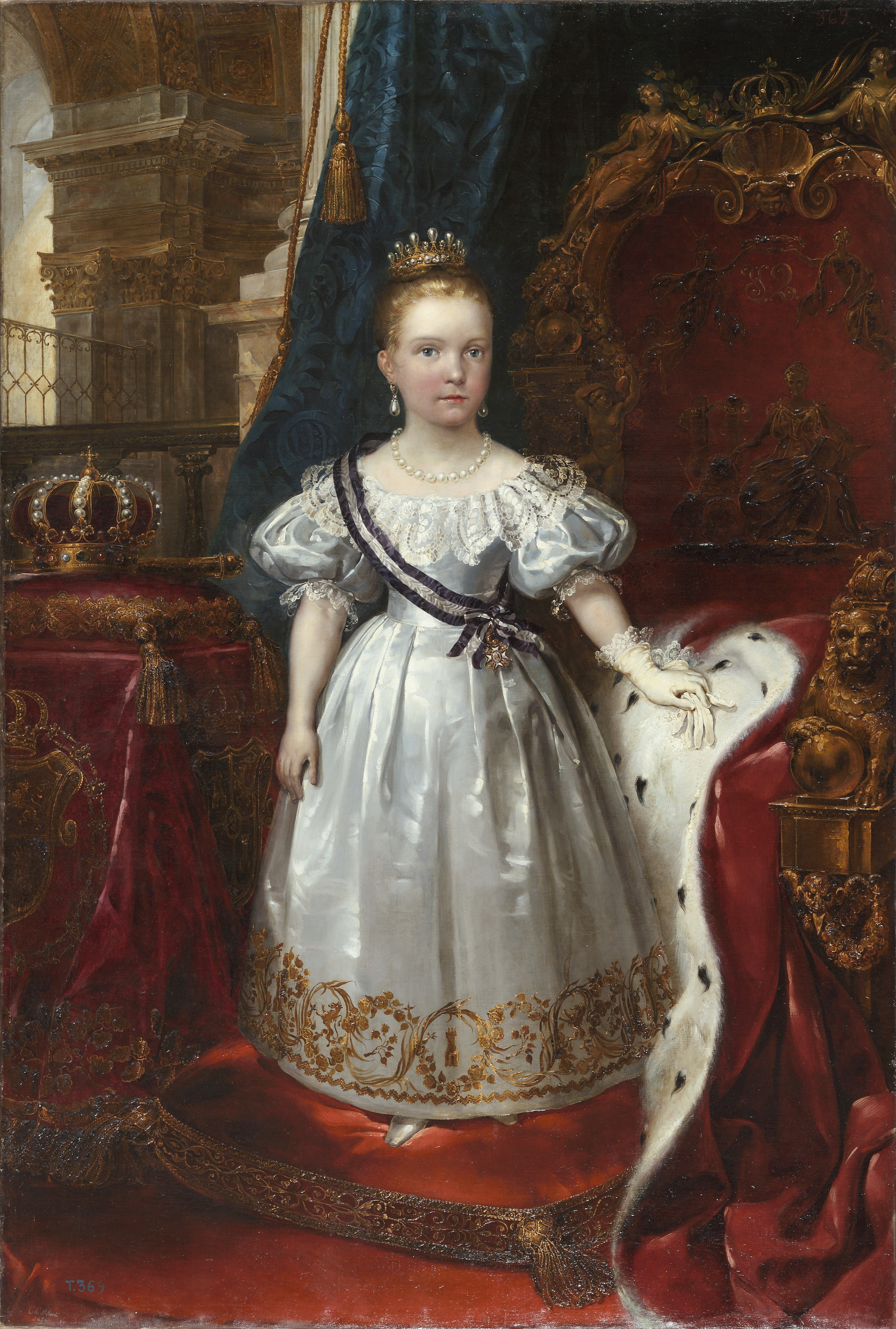
Portrait de la reine Isabelle II, enfant.

À la mort de son père le 29 septembre 1833, Isabelle, qui n'a pas encore trois ans, est proclamée reine sous le nom d'Isabelle II sous la régence de sa mère Marie-Christine, tandis que son oncle se déclare également roi sous le nom de « Charles V ».
Les partisans de l'infant prennent le nom de « carlistes ». Ceux-ci sont des défenseurs acharnés du catholicisme institutionnel et du maintien du droit des provinces, alors que leurs adversaires, les « isabellistes », sont plus libéraux et centralisateurs.
Ce conflit entre les deux factions aboutit à la crise de succession qui se traduit par des affrontements armés qui touchent surtout le Nord de l'Espagne, connus aussi sous le nom de guerres carlistes. Les partisans de l'infant Charles ne parviennent pas à prendre Madrid ni à s'emparer du trône, soutenu par des contingents anglais et français. La France libérale du roi Louis-Philippe Ier se pose comme le premier allié de l'Espagne « isabelliste ». Derrière ces guerres de succession se dissimulent deux visions politiques opposées de l'Espagne : celle des partisans de la jeune Isabelle II et de sa mère, libérale et centralisatrice ; l'autre portée par les partisans de l'infant Charles, cléricale et fédéraliste.

## Mariage et descendance: des liens de famille complexes

### Mariage sous l'influence du roi des Français
Le mariage de la jeune reine d'Espagne et de sa sœur préoccupait les chancelleries européennes. Dès 1840, le cabinet anglais proposait comme prétendant le prince Alexandre des Pays-Bas, jeune homme estimé, fils cadet du roi des Pays-Bas, que la reine Victoria avait récusé. Les autres cabinets s'émurent. Le cabinet espagnol argua diplomatiquement de la différence de religion pour ne pas accepter un candidat étranger.
Influencée par le roi des Français, Louis-Philippe, son grand-oncle par alliance, Isabelle II épouse son cousin, l'infant François d'Assise de Bourbon, duc de Cadix. Le jeune homme est doublement son cousin puisque son père est l'infant François de Paule de Bourbon, frère cadet de Ferdinand VII et de l'infant Charles, et que sa mère est la princesse Louise-Charlotte des Deux-Siciles, déjà citée, sœur et soutien de la régente Marie-Christine mais aussi de l'épouse du deuxième prétendant carliste (Carlos, fils de l'infant Charles qui a « abdiqué » en 1845). À noter également, ainsi qu'il est signalé plus haut, que ces princesses sont également les nièces de leurs maris.
Louis-Philippe en profite pour marier la jeune sœur d'Isabelle, Louise-Fernande, à son plus jeune fils Antoine, duc de Montpensier. Ainsi, si Isabelle n'a pas d'enfant — ou pas d'enfant survivant — le duc de Montpensier pourrait monter avec la sœur d'Isabelle sur le trône espagnol.
Le 10 octobre 1846, Isabelle, qui fête ses 16 ans, et sa sœur Louise-Fernande, âgée de 14 ans, se marient le même jour.

Le jour du mariage d'Isabelle, sa mère l'ex-régente Marie-Christine (qui, contre les usages de son milieu, a contracté en secondes noces une union morganatique — bientôt reconnue par sa fille — l'ayant rendue mère d'une famille nombreuse) ne peut se retenir de soupirer : « Ce mariage ne devrait pas être »[réf. nécessaire]. Le promis, François d'Assise de Bourbon, est un jeune homme de 24 ans, il souffrait d'hypospadias, plus tard, après le putsch de 1868, les carlistes useront de ce prétexte pour le prétendre homosexuel. Le couple royal aura onze enfants, dont cinq parviennent à l'âge adulte. Le roi consort, lors des cérémonies officielles de présentation de l'enfant nouveau-né à la cour, prend pour habitude de dire avant de se retirer : 

« Vous féliciterez Sa Majesté mon épouse d'être tombée enceinte et d'avoir heureusement accouché. »

Selon la propagande carliste diffusée après le coup d'état de 1868, la plupart des enfants d'Isabelle ne seraient pas légitimes ; et le roi consort aurait donné à ses chiens les noms des amants de son épouse. Selon les rumeurs, les préférences de la reine se seraient portées vers le monde de la musique (compositeurs, chanteurs lyriques) ainsi que, étant donné l'époque trouble et le milieu dans lequel elle évoluait, des militaires, des officiers et des diplomates[pas clair].

### Une descendance nombreuse

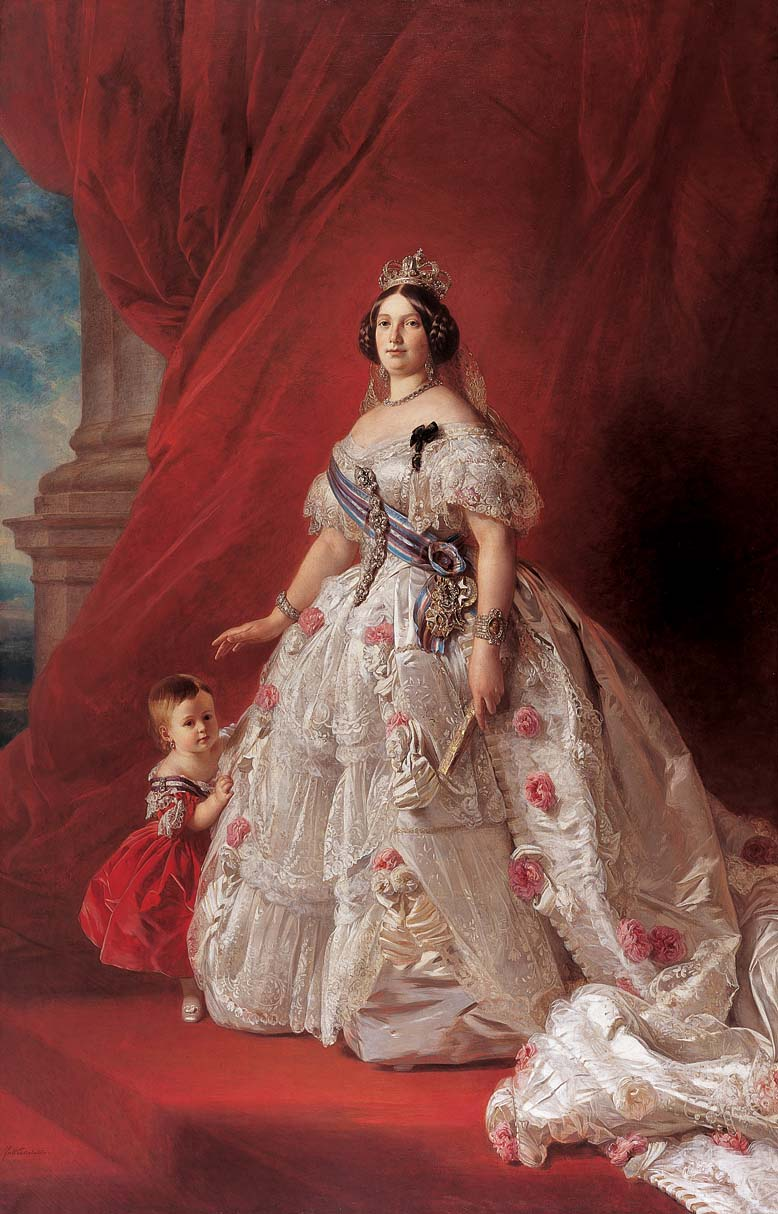
Portrait de la reine Isabelle II et de sa fille (palais royal de Madrid, huile sur toile, Franz Xaver Winterhalter, 1852).

Après le mariage, François d'Assise est fait roi d'Espagne ; Isabelle reste la reine régnante accordant ainsi à son époux le rang de « roi consort ». Leurs onze enfants sont bien ceux de la reine et de son époux légitime et ainsi les héritiers de Charles Quint et de Philippe V :
- Louis, qui ne vit que quelques heures en 1849 ;
- Ferdinand, qui ne vit que quelques heures en 1850 ;
- Marie-Isabelle (1851 – 1931), qui épouse Gaëtan de Bourbon-Siciles (1846 – 1871), prince royal des Deux-Siciles et comte d'Agrigente (sans postérité) ;
- Marie-Christine, qui ne vit que quelques heures en 1854 ;
- François, qui ne vit que quelques heures en 1856 ;
- Alphonse XII (1857 – 1885), qui est roi d'Espagne de 1874 à 1885 :
  - il épouse en 1878 Mercedes d'Orléans (1860 – 1878),
  - veuf, il épouse en 1879 Marie-Christine d'Autriche (1858 – 1929), qui est régente de 1885 à 1902 ;
- María de la Concepción de Borbón (1859 – 1861) ;
- María del Pilar d'Espagne (1861 – 1879) ;
- María de la Paz de Borbón (1862 – 1946), qui épouse en 1884 Louis-Ferdinand de Bavière (1859 – 1949), titré infant d'Espagne ;
- Francisco de Asís de Borbón, qui ne vit que quelques heures en 1863 ;
- Eulalie (1864 – 1958), qui épouse son cousin germain Antoine d'Orléans, titré infant d'Espagne et duc de Galliera.

Ce mariage, dont est issu le roi Alphonse XII, contribuera plus tard à réunir les successions isabelliste et carliste espagnoles, ainsi que la succession légitimiste de la dynastie des Bourbons, issue de Philippe V petit-fils de Louis XIV, dans la même personne : le roi Alphonse XIII, en 1936.

### Mariage peu heureux et vie religieuse

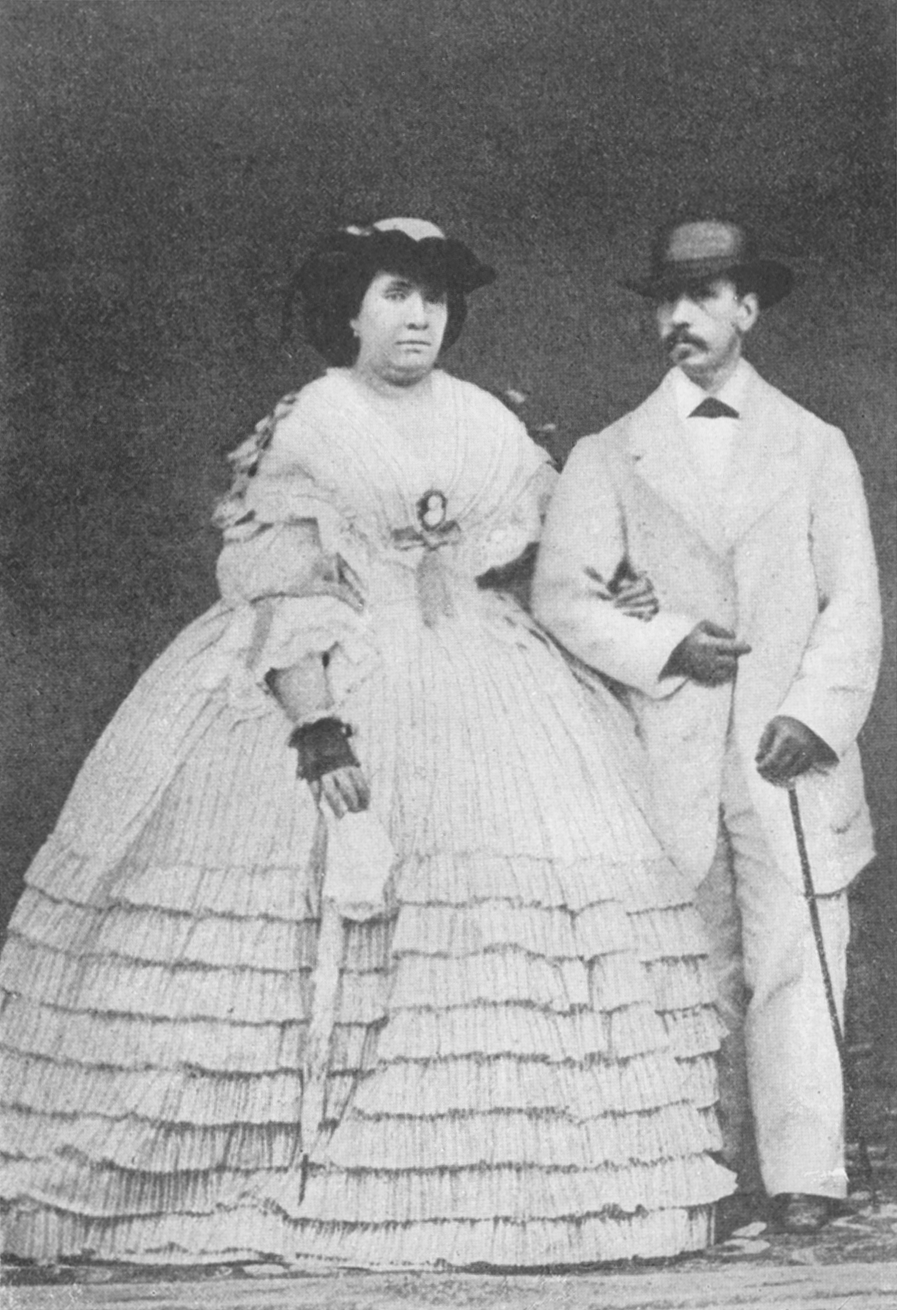
La reine et son époux François d'Assise.

Victime d'un mariage dynastique désastreux qu'elle avait commencé par refuser, toujours selon la propagande carliste, la reine aurait pris des amants. De là serait né, forgé par des opposants de tout bord, le mythe de la reine nymphomane. En réalité, ce mythe fut inventé exclusivement par les carlistes pour discréditer sa personne, Isabelle fut une très pieuse catholique, d'une foi ardente et sincère.
En 1857, elle prit pour confesseur Antoine-Marie Claret, archevêque de Cuba, dont la vie était en danger, le prélat s'étant opposé au traitement des esclaves par les colons. Il exerça également une grande influence (il sera canonisé en 1950).
Sous l'influence de la France également, le jour de son mariage, la jeune reine nomma son mari roi consort, lui donna le prédicat de Majesté et partagea avec son époux la réalité du pouvoir.
L'année même de son mariage est troublée par la deuxième guerre carliste qui durera jusqu'en 1849.

## Règne personnel

### Des conseillers influents

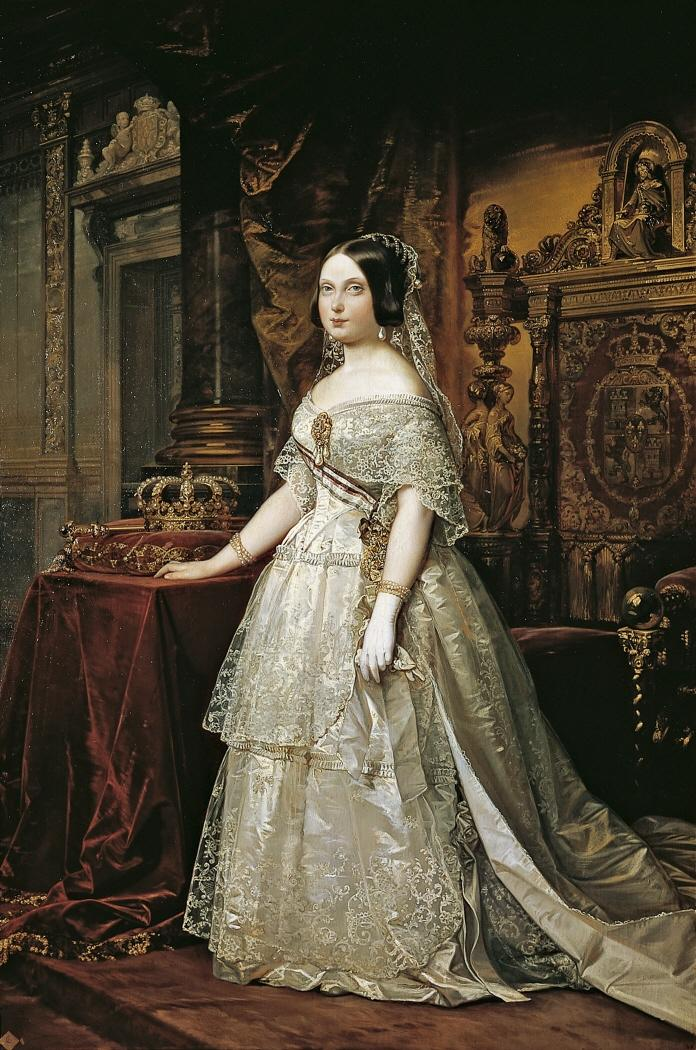
Portrait de la reine Isabelle II, peint par Federico de Madrazo.

La reine, en proie à un entourage ultra-politisé et manipulateur, ne semble pas avoir porté un grand intérêt à la politique. Intelligente, généreuse, décidée, elle sait faire preuve de caractère dans une Espagne traumatisée par la période française et déchirée entre conservateurs et libéraux, carlistes et christinistes, cléricaux et anticléricaux mais tous profondément machistes voire misogynes : dès l'âge de 13 ans, poussée par les libéraux à dissoudre les Cortes, elle affirme devant les députés avoir été enfermée et manipulée par le chef des libéraux. Assez rapidement, la réalité du pouvoir appartient à l'armée et ce sont des généraux qui contrôlent le pays.
En 1840, sa mère, la reine Maria Cristina, est expulsée d'Espagne après avoir promulgué la Constitution espagnole de 1837 laissant la régence au général Espartero, lequel est renversé trois ans plus tard.
Pour éviter le chaos, les Cortes décident d'éviter une nouvelle régence et proclament la majorité de la jeune reine de 13 ans. Un des premiers gestes de la petite souveraine est de rappeler sa mère d'exil. Les deux femmes restent proches. La reine mère rentre en Espagne après avoir fait reconnaître par le pape Grégoire XVI son mariage morganatique avec Agustín Fernando Muñoz y Sánchez ; elle le fait ensuite reconnaître officiellement par sa fille Isabelle II qui autorise une seconde célébration publique de ce mariage ; elle exerce de l'influence sur sa fille qui recherche ses conseils. Du second mariage de la reine-mère naîtront sept enfants. 
En 1845, sous la présidence du Conseil du général conservateur Narváez qui a vaincu le général progressiste Espartero, est promulguée la Constitution espagnole de 1845 inspirée par la monarchie de Juillet française.

### Influence de Louis-Philippe

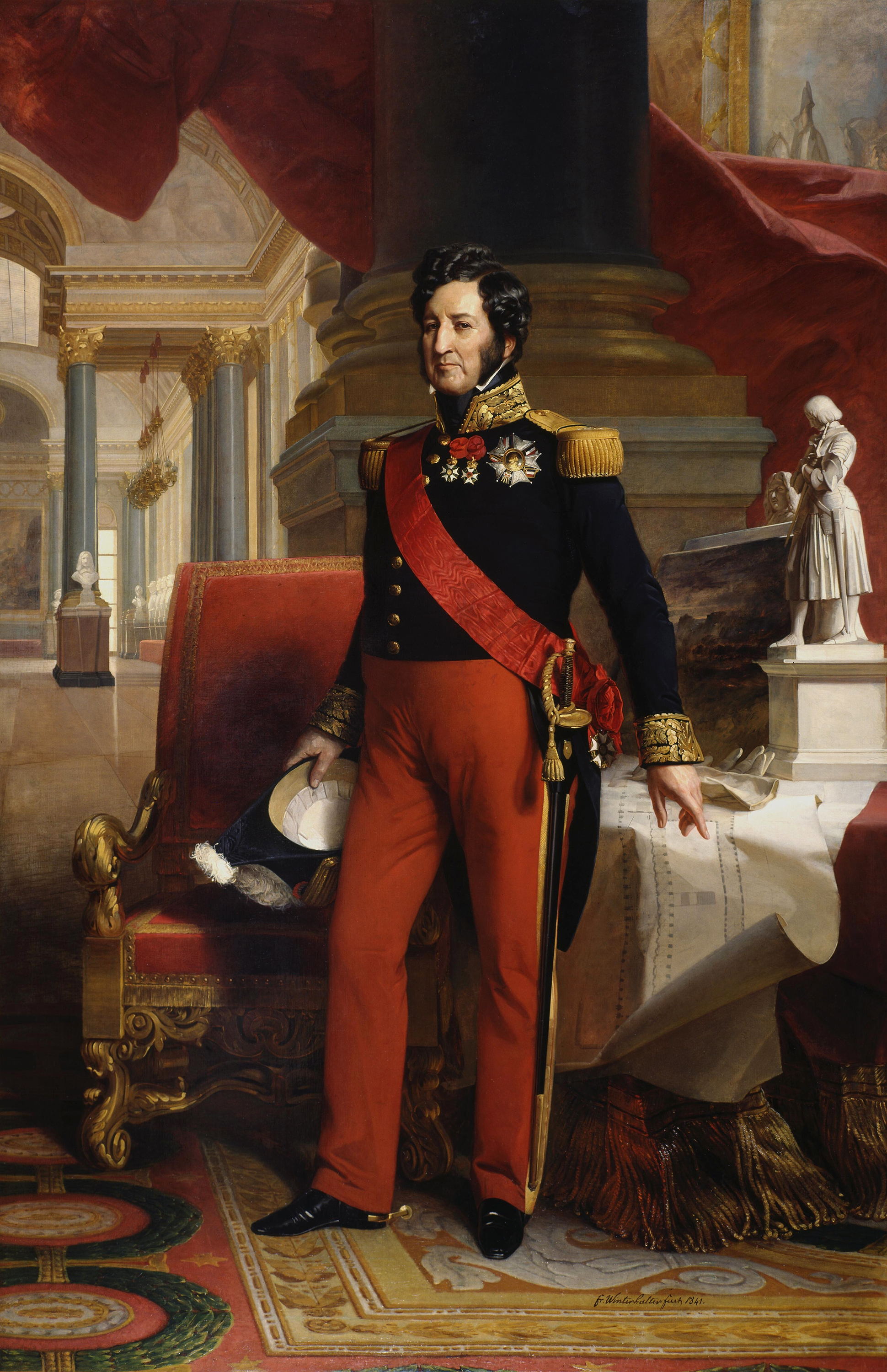
Le roi Louis-Philippe Ier, oncle d’Isabelle II.

La reine douairière ayant cherché à marier Isabelle II au duc d'Orléans, fils aîné et héritier du roi des Français, l'Angleterre, toujours soucieuse d'éviter le rapprochement des couronnes espagnoles et française, s'en émut et proposa un cousin de la reine et du prince consort : Léopold de Saxe-Cobourg et Gotha. Finalement, sous l'influence du roi des Français Louis-Philippe Ier, Isabelle épousa à 16 ans, non sans répugnance et à la grande consternation de la reine-mère, son cousin François d'Assise de Bourbon, l'infant le plus proche du trône après la branche carliste mais souffrant d'hypospadias, tandis que sa jeune sœur de 14 ans Louise-Fernande épouse le duc de Montpensier, dernier fils du roi des Français qui intriguera en coulisse pour faire détrôner sa belle-sœur au profit de son épouse.

### Développement économique et culturel
En 1850, elle inaugure le théâtre royal, l'année suivante la première ligne de chemin de fer (Madrid-Aranjuez) et le canal qui porte encore aujourd'hui son nom. En 1851 est enfin signé le concordat avec la papauté. Double victoire morale face à son cousin carliste : Isabelle II est reconnue comme reine légitime d'Espagne et les propriétés de l'Église, nationalisées et vendues à des particuliers depuis 1836 resteront à leurs nouveaux propriétaires, l'Église étant indemnisée par l'État.
C'est également durant le règne d'Isabelle II que sont ouvertes et exploitées les mines espagnoles. Néanmoins le développement économique reste fort lent s'il est comparé à celui des autres pays européens, et la corruption se généralise dans les classes les plus élevées de la société, y compris l'ensemble de la famille royale.

### Crise politique
En 1854, un pronunciamento contraint la reine à nommer président du Conseil le général progressiste Baldomero Espartero, le vainqueur de la première guerre carliste, remplacé par la souveraine au bout deux ans par le général modéré Leopoldo O'Donnell.
Mais la crise politique et institutionnelle s'intensifie et le gouvernement est confié alternativement à deux généraux, Narváez — conservateur qui avait promulgué la constitution de 1845 — et Leopoldo O'Donnell, chef des modérés, tandis que le soutien de la France est de plus en plus cher : malgré l'engagement de l'Espagne dans sa désastreuse guerre du Mexique, l'empereur Napoléon III réclame par la bouche de son épouse, l'Espagnole Eugénie de Montijo, rien de moins que les îles Baléares.
Dans cette Espagne en perdition, les interventions publiques mais « anticonstitutionnelles » de la reine (elle va jusqu'à proposer d'être nommée secrétaire d'État) rendent celle-ci de plus en plus impopulaire dans les milieux politiques tandis que les ragots sur sa vie privée et la corruption de la cour lui ôtent le respect du peuple. La reine est la cible d'une tentative de meurtre par un moine franciscain en 1852.
Néanmoins, l'Espagne mène une campagne victorieuse contre le Maroc en 1859/1860 qui lui donne la ville de Tétouan et une confortable indemnité financière. Le royaume participa aux côtés de la France à la campagne de Cochinchine dont elle ne retira aucun bénéfice (1857-1858) et à l'expédition désastreuse du Mexique en 1863-1867.

## Fin du règne

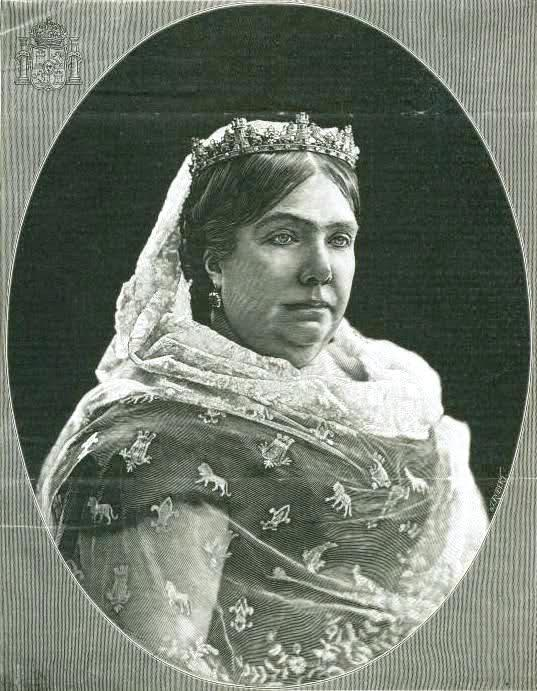
Photographie de la reine Isabelle II.

Le 16 septembre 1864, la reine nomma Narváez au poste de président du conseil. Ce dernier forma un gouvernement avec l'intention d'unir les forces politiques et de faire naître un esprit d'union qui permettrait l'intégration des progressistes dans la politique active, de peur que la remise en cause du règne ne s'aggrave. Le refus des progressistes de participer à un système qu'ils considéraient comme corrompu et caduc entraîna Narváez vers l'autoritarisme et des démissions en rafale au sein du cabinet. 
Au chaos politique et au discrédit du gouvernement s'ajoutèrent le 10 avril 1865 la tragédie de la nuit de Saint-Daniel (Noche de San Daniel) : les étudiants de la capitale protestaient contre les mesures d'Antonio Alcalá Galiano, qui tentait d'écarter rationalisme et krausisme des salles de cours tout en maintenant la doctrine de la morale officielle de l'Église catholique. Les étudiants protestaient aussi contre la destitution d'Emilio Castelar de la chaire d'histoire pour ses articles publiés dans La Democracía qui dénonçaient la vente du Patrimoine Royal et critiquaient la reine qui recevait 25 % du bénéfice des ventes. La répression gouvernementale coûta la vie à treize étudiants et provoqua une crise qui entraîna la démission du gouvernement. Le 21 juin, la reine rappela au pouvoir Leopoldo O'Donnell qui forma un nouveau gouvernement.
O'Donnell fit publier une nouvelle loi électorale qui augmentait le corps électoral de 400 000 membres, presque le double du nombre antérieur. Cette nouvelle loi fut très populaire. Des élections aux Cortes furent convoquées. Avant même qu'elles aient lieu, les progressistes annoncèrent leur non-participation. Dans ce contexte, le général Juan Prim organisa le soulèvement de Villarejo de Salvanés mais échoua en raison d'une planification insuffisante. De nouveau confronté à l'attitude hostile des progressistes, O'Donnell renforça le caractère autoritaire de son gouvernement, ce qui provoqua le soulèvement de la garnison de San Gil le 22 juin, de nouveau organisé par Prim, mais qui, comme le précédent, échoua (et se solda par plus de soixante condamnations à mort).
Epuisé, O'Donnell se retira de la vie politique. En juillet, Narváez qui lui succéda, fit gracier les insurgés dont les peines n'avaient pas encore été exécutées tout en maintenant l'autoritarisme de son gouvernement : expulsions des républicains et krausistes des chaires universitaires, renforcement de la censure et contrôle de l'ordre public. Il mourut après quelques mois d'exercice du pouvoir.
Tout aussi autoritaire, son successeur, Luis González Bravo mena, avec l'accord de la reine, une politique encore plus répressive. En 1866, un soulèvement fut réprimé dans le sang. En 1868, peu après le mariage de la fille aînée du couple royal, l'infante Marie-Isabelle, avec son cousin le prince Gaëtan de Bourbon-Siciles - dont la dynastie très catholique avait été chassée par Garibaldi et les États rattachés au nouveau royaume d'Italie - le général Juan Prim provoqua un énième pronunciamento qui, aux cris de « À bas les Bourbons ! Vive l'Espagne honnête ! » contraignit la reine Isabelle à l'exil en France le 30 septembre. L'Espagne se lance à la recherche d'une nouvelle dynastie voire d'un nouveau régime politique, ce qui provoque des tensions nationales et internationales.

## Exil en France
La reine se retire au « palais de Castille » (ex-hôtel Basilewski), avenue Kléber à Paris. Elle abdique le 25 juin 1870 et cède ses droits à son fils, le fringant prince des Asturies qui, venant d'entrer dans sa quatorzième année, est déclaré majeur. Loin d'arranger la situation de l'Espagne, le départ de la reine provoque de nouvelles tensions nationales voire internationales. Le gouvernement espagnol propose la couronne à différents princes européens, qui se récusent. En 1870, le choix des Cortès se porte sur le prince Léopold de Hohenzollern-Sigmaringen, cousin catholique du roi de Prusse mais aussi apparenté à l'empereur des Français, doublement beau-frère du feu roi de Portugal et frère du prince souverain de Roumanie. Sur les conseils de son père, l'avisé Charles-Antoine de Hohenzollern-Sigmaringen et sur l'injonction du gouvernement français, le prince renonce au trône espagnol. Cependant, la situation est habilement exploitée par le chancelier prussien Bismarck et le 19 juillet 1870, l'empereur des Français déclare la guerre à la Prusse. La guerre franco-prussienne de 1870 provoquera en France la chute de l'Empire puis l'avènement de la République mais aussi un sentiment de revanche après l'humiliation de la défaite et la perte de la Moselle et de l'Alsace au profit du nouvel Empire allemand proclamé dans la galerie des Glaces du château de Versailles.

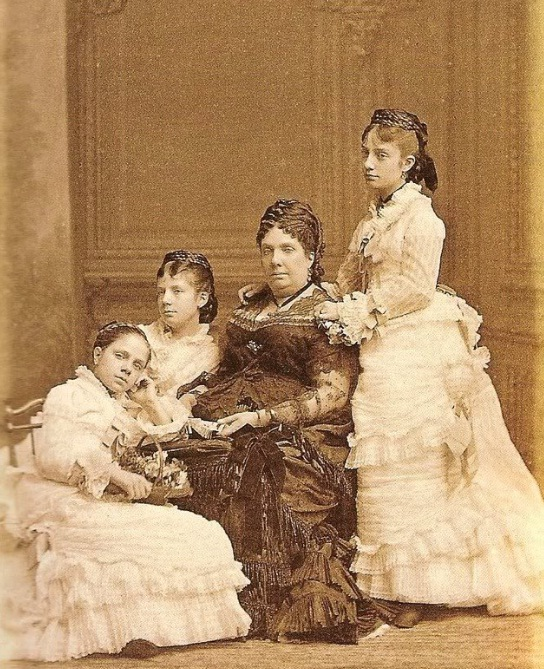
La reine Isabelle II en exil avec ses trois filles cadettes (1875).

En novembre 1871, l'ex-reine d'Espagne apprend le suicide de son gendre l'infant Gaëtan de Bourbon-Siciles, qui a mis fin à ses jours à l'âge de 25 ans, laissant l'infante Marie-Isabelle veuve à 19 ans. La princesse s'installe près de sa mère.
Plus heureux, en 1874, l'ex-reine apprend le rétablissement de la monarchie, la restauration de sa maison sur le trône espagnol et l'avènement de son fils âgé de 17 ans. En revanche, le mariage du nouveau roi avec sa cousine l'infante Mercedes, fille de son beau-frère et rival, Antoine d'Orléans, lui plaît moins. Cependant, la jeune princesse sait d'emblée conquérir l'affection de son peuple. Elle meurt après quelques mois de mariage. Alphonse XII épouse alors l'archiduchesse Marie-Christine d'Autriche (1858-1929), dont il a trois enfants. Craignant une nouvelle alliance avec la branche d'Orléans, la princesse des Asturies, sœur aînée et héritière du roi, a fortement influencé ce mariage avec une cousine de son défunt mari.
En 1878, la reine douairière María Cristina meurt au Havre, cinq ans après son second époux.
Entre 1850 et 1880, Isabelle II, sa mère et sa sœur, l'infante María Luisa, séjournent à différentes reprises sur la côte normande, notamment au château des Aygues à Étretat. Elle fait chaque année une cure à Contrexéville, ville thermale qui donna le nom de la reine à une de ses rues. Elle fait également des séjours à Saint-Honoré-les-Bains et y demeure à la Villa des Pins.
Chose assez étonnante, Isabelle se lie d'amitié avec l'épouse du prétendant carliste, sa cousine la princesse Marguerite de Parme, les deux femmes restèrent assez proches jusqu'à la mort de la duchesse de Madrid, en 1893.
En 1885, son fils Alphonse XII meurt prématurément, confiant la régence à sa jeune épouse enceinte Marie-Christine d'Autriche. Quelques mois plus tard naît le roi Alphonse XIII.
La reine Isabelle II meurt à Paris en 1904 âgée de 73 ans. Elle est inhumée à la nécropole royale de l'Escurial, dans la crypte royale.

## Titres et honneurs

### Titulature
- 10 octobre 1830 - 29 septembre 1833 : Son Altesse Royale la princesse des Asturies ;
- 29 septembre 1833 - 30 septembre 1868 : Sa Majesté la reine d'Espagne ;
- 30 septembre 1868 - 9 avril 1904 : Sa Majesté Isabelle II.

### Honneurs étrangers
- Autriche-Hongrie : Chevalier grand-cordon avec collier de l'ordre de Saint-Étienne de Hongrie[14]
- Autriche-Hongrie : Dame de l'ordre de la Croix étoilée[14]
- Empire du Brésil : Chevalier grand-cordon de l'ordre du Christ[14]
- Empire du Brésil : Chevalier grand-cordon avec collier de l'ordre de la Croix du Sud[14]
- Royaume de France : Chevalier grand-cordon de l'ordre impérial de la Légion d'honneur[14]
- Royaume de Bavière : Chevalier grand-croix avec chaîne de l'ordre de Saint Hubert[14]
- Royaume de Bavière : Dame grand-croix de l'ordre de Thérèse[14]
- Royaume de Bavière : Dame grand-croix de l'ordre de Sainte-Élisabeth[14]
- Saxe-Weimar-Eisenach : Chevalier grand-croix de l'ordre du Faucon blanc[15]
- Royaume de Saxe : Dame grand-croix de l'ordre de Sidonie[14]
- Royaume de Saxe : Dame de l'ordre de Marie-Anne[14]
- Grèce : Chevalier grand-croix de l'ordre du Sauveur[14]
- Empire d'Haïti : Chevalier grand-croix de l'ordre de Saint-Faustin
- Royaume d'Italie : Chevalier grand-collier de l'ordre suprême de la Très Sainte Annonciade
- Royaume d'Italie : Chevalier grand-cordon de l'ordre des Saints-Maurice-et-Lazare
- Royaume d'Italie : Chevalier grand-cordon de l'ordre de la Couronne d'Italie
- Saint-Siège : Chevalier grand-croix avec collier de l'ordre du Christ[14]
- Royaume des Deux-Siciles : Chevalier grand-croix avec collier de l'ordre de Saint-Janvier[16]
- Royaume des Deux-Siciles : Bailli chevalier grand-croix avec collier de l'ordre royal des Deux-Siciles
- Empire mexicain : Chevalier grand-cordon avec collier de l'ordre impérial de Guadalupe[14]
- Empire mexicain : Dame grand-cordon de l'ordre impérial de Saint-Charles[14]
- Monaco: Chevalier grand-croix de l'ordre de Saint-Charles[14]
- Royaume de Portugal : Chevalier grand-croix de l'ordre de l'Immaculée Conception de Vila Viçosa[14]
- Royaume de Portugal : Chevalier grand-croix avec collier de l'ordre de la Tour et de l'Épée[14]